# Смирнов, Виталий Кузьмич
Виталий Кузьмич Смирнов (28 февраля 1928 — 15 мая 2017, Екатеринбург) — советский и российский инженер-металлург, учёный и педагог в области обработки металлов давлением, доктор технических наук (1974), профессор (1974), почётный профессор УГТУ (2003). Заслуженный деятель науки и техники РСФСР (1989).
Автор 500 учебных и научных работ и 11 монографий, обладатель 20 патентов и авторских свидетельств на изобретения, в том числе 13 зарубежных. Подготовлено 6 докторов и 28 кандидатов наук.

## Биография
Родился 28 февраля 1928 года в селе Бирилюссы Енисейской губернии.
С 1946 по 1951 годы обучался на металлургическом факультете Уральского политехнического института, по окончании которого с отличием получил специализацию инженер-металлург. В период учёбы в институте за отличия в науках был удостоен Сталинской стипендии. С 1951 по 1954 годы обучался в аспирантуре на металлургическом факультете.
С 1954 года начал свою научную и педагогическую деятельность на металлургическом факультете Уральском политехническом институте: последовательно занимал должности — ассистента, доцента и профессора на кафедре обработки металлов давлением. Одновременно с педагогической работой, с 1987 года занимался научной деятельностью, являясь — научным руководителем Лаборатории автоматизированного проектирования калибровок валков сортовых станов Министерства чёрной металлургии СССР.
Основатель Уральской научной школы в области продольной прокатки профилей переменного сечения обработки металлов давлением, автор теории сортовой прокатки на основе применения вариационных принципов механики. В. К. Смирновым за весь свой период педагогической работы было подготовлено около пятисот инженеров-прокатчиков занимающихся в сфере науки и промышленности.
В 1955 году защитил диссертацию на соискание учёной степени — кандидат технических наук по теме: «Исследование продольной прокатки профилей переменного сечения», в 1974 году защитил диссертацию на соискание учёной степени — доктор технических наук по теме: «Исследование деформаций и усилий, разработка технологических процессов стационарной и нестационарной прокатки в калибрах простой формы». В 1974 году присвоено учёное звание — профессора, в 2003 году присвоено почётное звание — почётный профессор УГТУ.
Помимо основной деятельности занимался и общественно-политической работой: являлся членом Учёного совета и руководителем методической комиссии металлургического факультета УГТУ, с 1995 года был избран — действительным членом Академии инженерных наук РФ и руководителем Отделения физикохимия и технология перспективных материалов этой академии.
Принимал участие в многочисленных российских и международных конгрессов и конференций, он был автором около пятисот научных работ, в том числе одиннадцать монографий, автор тринадцати зарубежных и двадцати авторских патентов и свидетельств на изобретения (научные разработки были внедрены на более чем тридцати российских машиностроительных и металлургических предприятиях). Подготовил шесть докторов и двадцать восемь кандидатов наук.
В 1989 году Указом Президиума Верховного Совета РСФСР «за заслуги в научной деятельности» Виталий Кузьмич Смирнов был удостоен почётного звания — Заслуженный деятель науки и техники РСФСР.
Скончался 15 мая 2017 года в Екатеринбурге. Похоронен на Лесном кладбище.
Сын: Смирнов, Сергей Витальевич — доктор технических наук, директор Института машиноведения УрО РАН.

## Награды
- Две Медали ВДНХ

### Звания
- Заслуженный деятель науки и техники РСФСР (1989[2])